# Laleli, Pazaryolu
Laleli là một xã thuộc huyện Pazaryolu, tỉnh Erzurum, Thổ Nhĩ Kỳ. Dân số thời điểm năm 2011 là 117 người.